# Ptecticus helvolus
Ptecticus helvolus är en tvåvingeart som beskrevs av Daniels 1979. Ptecticus helvolus ingår i släktet Ptecticus och familjen vapenflugor. Inga underarter finns listade i Catalogue of Life.